# Добрине (Сърбия)
Добрине (на сръбски: Добриње) е село в Сърбия, разположено в община Тутин, Рашки окръг. Намира се на 1052 метра надморска височина. Населението му според преброяването през 2011 г. е 101 души. При преброяването на населението през 2002 г. има 101 жители, от тях 97 (96,03 %) сърби и 4 (3,96 %) бошняци.

## Население
Численост на населението според преброяванията през годините:
- 1948 – 468 души
- 1953 – 511 души
- 1961 – 560 души
- 1971 – 436 души
- 1981 – 300 души
- 1991 – 125 души
- 2002 – 101 души
- 2011 – 101 души